# Henry Worsley
Henry Worsley, MBE (4. října 1960 Londýn – 24. ledna 2016 Punta Arenas, Chile) byl anglický cestovatel a důstojník Britské armády.

## Život
Narodil se v Londýně jako jediný syn armádního důstojníka, pozdějšího generála Richarda Worsleyho. Nechodil na univerzitu, ale po dokončení střední školy šel rovnou na Královskou vojenskou akademii v Sandhurstu. V roce 1980 vstoupil do Britské armády. Nejprve sloužil u jednotky Royal Green Jackets, následně u pěchotního pluku The Rifles. V roce 1993 mu byl udělen Řád britského impéria. Roku 2008 vedl výpravu přes Transantarktické pohoří v Antarktidě. Expedice se konala u příležitosti stého výročí výpravy Ernesta Shackletona a dosáhla vzdálenosti 157 kilometrů před Jižním pólem. Do Antarktidy se vrátil v roce 2011 a znovu v roce 2015.

### Poslední expedice
Výchozím bodem expedice v roce 2015 byl Berknerův ostrov, kam dorazil 13. listopadu 2015. Jeho cílem bylo dokončit expedici za osmdesát dní. Patronem této expedice byl princ William, vévoda z Cambridge.
Za 69 dní ušel Worsley 1469 kilometrů, zbývalo mu posledních 48, avšak kvůli vyčerpání a těžké dehydrataci byl nucen strávit následující dva dny ve stanu. Následně si vysílačkou přivolal pomoc a byl letecky převezen do chilského města Punta Arenas. Zde mu byl diagnostikován bakteriální zánět pobřišnice. Dne 24. ledna 2016 zemřel na selhání orgánů po chirurgickém zákroku ve věku 55 let. Pokud by dosáhl svého cíle, byl by první, kdo přešel Antarktidu sólově a bez cizí pomoci.